# Vitfläckig trymal
Vitfläckig trymal, Perittia herrichiella är en fjärilsart som först beskrevs av Gottlieb August Herrich-Schäffer 1855. Vitfläckig trymal ingår i släktet Perittia och familjen gräsmalar, Elachistidae. I Finland är arten funnen från Åland till Norra Karelen och rödlistad som Sårbar, VU. Arten är reproducerande och har livskraftig (LC) population i Sverige. I Sverige förekommer arten tämligen sällsynt från Skåne till Uppland, men saknas i flera landskap där emellan. Artens livsmiljö är friska och torra lundar. Inga underarter finns listade i Catalogue of Life.